# Erica robynsiana
Erica robynsiana är en ljungväxtart som beskrevs av Marl.-spirl. Erica robynsiana ingår i släktet klockljungssläktet, och familjen ljungväxter. Inga underarter finns listade i Catalogue of Life.